# Награда „Новица Тадић”
Награда „Новица Тадић” додељује се најбољи песнички рукопис аутора до 35 година.

## О награди
Награду у част песника Новице Тадића установио је и додељује Завод за проучавање културног развитка на иницијативу Министарства културе и информисања Републике Србије.
Награда се додељује на основу конкурса на ком право учешћа имају сви песници до 35 година старости, који пишу на српском језику, без обзира на то у којој држави живе.
Награда се састоји од Плакете са ликом Новице Тадића, дипломе, новчаног износа и објављивања награђених рукописа у оквиру едиције „Присуства”, која је названа према првој песничкој збирци Новице Тадића.

## Добитници
| Година | Добитник            | Наслов                          | Реф.  |
| ------ | ------------------- | ------------------------------- | ----- |
| 2018.  | Јана Алексић        | Аријел аноним                   | [ 2 ] |
| 2018.  | Екрем Хамид         | Есхатон                         | [ 2 ] |
| 2018.  | Слађана Шимрак      | Позамантерија                   | [ 2 ] |
| 2019.  | Бранислав Живановић | Песма галиота                   | [ 3 ] |
| 2019.  | Јелена Блануша      | Сабрани страхови                | [ 3 ] |
| 2019.  | Спасоје Јоксимовић  | Municipium S                    | [ 3 ] |
| 2020.  | Владана Перлић      | Dolce vita                      | [ 4 ] |
| 2021.  | Велимир Kнежевић    | Слушни апарат                   | [ 5 ] |
| 2021.  | Тијана Сладоје      | Одеротине                       | [ 5 ] |
| 2021.  | Јелена Kалајџија    | Прљави сњешко на усијаној хауби | [ 5 ] |
| 2022.  | Мато Уљаревић       | Гуштеров реп                    | [ 6 ] |
| 2023.  | Андреја Каргачин    | Слободни дани Елене Чаушеску    | [ 7 ] |